# 127-о средно училище „Иван Денкоглу“
127 средно училище „Иван Николаевич Денкоглу“ средно училище, основано през 1839 г.
Намира се в центъра на София на улица „Петър Парчевич“ № 43. Наименувано е на българския търговец Иван Денкоглу, който с парични средства подпомага развитието на училището и дарява личната си библиотека. В училището се изучава интензивно английски език.

## История
Според Националния музей на образованието то е наследник на първото новобългарско училище в София, открито през 1839 г., което означава че 127-о СУ е най-старото училище в София.
Важен етап от възраждането на българската нация е образованието. Въвежда се т.нар. „взаимоучителна метода“ през 1830-те години. Първото такова училище е открито в Габрово през 1835 г. от Васил Априлов, но с финансовата подкрепа и на други видни възрожденци като Иван Денкоглу. През 1839 г. Захари Икономович Круша въвежда тази метода и в софийското училище при църквата „Света Неделя“. Увеличената бройка на възпитаниците му налагат нуждата от нова сграда, в която да се помещава. Така през март 1849 г. започва изграждане на „сградата на свещеното взаимоучително училище“, както е записано в „Приходно-разходна книга на Софийското училище“. Така с дарените общо 58 085 гроша в двора на църквата „Света Неделя“ е издигнато училище с 4 класни стаи и стая за учителите. Най-голямата сума от 30 000 гроша е дарена от Иван Денкоглу. Друг виден дарител е Софийският владика Паисий – 20 000 гроша, но се предполага, че е бил стреснат от изразеното от софиянци недоволство от политиката на Цариградската патриаршия, преследвана от него.
При такива усилия сградата на училището и неговото оборудване са впечатляващи не само за времето си. То е снабдено с географски карти и глобуси, кабинет по физика, библиотека. За кратко време броят на учениците нараства на 400, а славата му се разнася из цялата страна.
През 1857 г. по идея на Иван Денкоглу в София пристига възпитаникът на Московския университет Сава Филаретов, който е назначен за главен учител (директор) и организатор на учебното дело в училището. Под негово ръководство взаимното училище се преустройва в класно училище и се развива като истинско народно училище за богати и сиромаси, за селяни и граждани с образцов ред и модерни методи на обучение. През 1858 г. към мъжкото училище е открито девическо, а първата учителка в него е известната баба Неделя от Плевен. Започва отбелязването на 11 май като ден на светите братя Кирил и Методий.
„La presse d'Orient“ публикува статия, в която пише: „Това учебно заведение по съдържание на работата си може да се нарече гимназия. То трябва да служи за пример на всички учебни заведения и не отстъпва на най-добрите гимназии в Цариград.“
По време на Руско-турска освободителна война от 1877 – 1878 г. районът на училището е опожарен и то е унищожено до основи. След освобождението Софийската община изтегля завещаните от Денкоглу 10 000 рубли от Московската депозитна банка, купува конака „Хали бей“ (мястото на днешната Съдебна палата) и настанява там училището. В знак на признателност то е наречено на неговия благодетел Иван Николаевич Денкоглу. В тази сграда то се помещава до 1892 г., когато е построена нова сграда на улица „Петър Парчевич“ № 43, където се намира. Сградите са 2 – едната е перпендикулярна на улица „П. Парчевич“, където се помещава училището, а другата е успоредна, където са градската библиотека „Сава Филаретов“, забавачницата и пантеонът на безсмъртните с 5 зали. Част от сградата, в която се учи днес, е построена през 1941 г.
Втората световна война променя живота в училището. При бомбардировките през 1944 г. част от него се превръща в превързочен пункт за пострадалите. След 9 септември 1944 г. там се помещава щабът на Първа българска армия и учебните занятия се провеждат нередовно. Там провеждат занятия, редувайки се, и училищата „Патриарх Евтимий“ и „Тодор Минков“.
Училището претърпява още редица промени. Към основното училище се създава гимназия, което налага да се учи на 3 смени. По-късно тя се отделя като гимназия с изучаване на френски език и се премества в новата сграда на 92 ОУ „Неофит Рилски“. Поради големия брой ученици училището се разделя на 127-о и 128-о основни училища. След няколко години, когато броят намалява, отново се обединяват в 127-о основно училище. Години по-късно се обединява с гимназия и се превръща в 127-о средно общообразователно училище „Иван Николаевич Денкоглу“
На 29 април 2009 г. училището отпразнува своята 170-годишнина с юбилеен концерт.
През 2019 г. се състоя и 180-годишния юбилей в НДК.

## Ръководство
Директор на училището понастоящем е Александър Лазаров, а заместник-директори са Таня Алексиева, Велислава Петрова-Ангелова и Мартин Хаджидимитров.

## Материална база
През декември 2008 г. Министерството на образованието и науката дарява пълно оборудване за нуждите на кабинетите по физика и астрономия, химия и биология. Обновените кабинети са открити от министър Даниел Вълчев.
От 2019 г. активно се модернизира материалната база, за да отговаря на нуждите на съвременното образование и на Държавните изисквания. 

## Възпитаници
В училището са учили: Надежда Михайлова, Диана Младенова, Георги Младенов, Иван Леков, Георги Славов, Искра Славова, Мариета Страхилова, Евгени Матинчев, Константин Папазов, Богдана Карадочева, Николай Александров, Лалю Метев, Иван Таушанов, Иво Иванов, Камен Алипиев.